# 마블 시네마틱 유니버스: 페이즈 2
마블 시네마틱 유니버스 (MCU)의 페이즈 2(Marvel Cinematic Universe: Phase Two)는 미국의 마블 스튜디오에서 마블 코믹스 작품들을 원작으로 삼아 제작한 슈퍼히어로 영화 시리즈이다. 2013년 영화 《아이언맨 3》으로 시작해서 2015년 영화 《앤트맨》까지 총 6편의 작품으로 구성되어 있다. 이 중에는 각 영화를 크로스오버하는 '어벤져스' 시리즈의 두번째 작품, 《어벤져스: 에이지 오브 울트론》 (2015)도 포함되어 있다. 페이즈 2의 프로듀서는 모두 케빈 파이기가 맡았다. 여섯 편의 전세계 박스오피스 흥행기록을 모두 합치면 52억 달러가 넘으며, 평론계와 일반 관객으로부터 대체로 긍정적인 평가를 받았다.
페이즈 2에서 가장 많이 출연한 배우는 크리스 에번스 (캡틴 아메리카 역)으로, 카메오 출연까지 합치면 총 4편에 걸쳐 등장했다. 마블 스튜디오는 본 영화 외에도 MCU 세계관 확대를 위해 마블 원 샷 프로젝트를 기획하여 두 편의 단편영화를 제작하였고, 각각의 영화로부터 스토리가 연계되는 코믹북 시리즈도 출판하였다. <아이언맨 3>, <토르: 다크 월드>, <캡틴 아메리카: 윈터 솔져>의 경우 비디오 게임으로도 나왔으며 마블 시리즈 영화의 스토리를 각색한 게임인 〈레고 마블 어벤저스〉도 발매되었다. 페이즈 2는 페이즈 1, 페이즈 3와 함께 '인피니티 사가'를 이룬다.

## 영화 목록
| 제목                                                         | 개봉일                           | 감독                 | 각본                                                 | 프로듀서    |
| ------------------------------------------------------------ | -------------------------------- | -------------------- | ---------------------------------------------------- | ----------- |
| 아이언맨 3 Iron Man 3                                        | 2013년 4월 25일 2013년 5월 3일   | 셰인 블랙            | 드류 피어스, 셰인 블랙                               | 케빈 파이기 |
| 토르: 다크 월드 Thor: The Dark World                         | 2013년 10월 30일 2013년 11월 8일 | 앨런 테일러          | 크리스토퍼 요스트, 크리스토퍼 마커스 & 스티븐 맥필리 | 케빈 파이기 |
| 캡틴 아메리카: 윈터 솔져 Captain America: The Winter Soldier | 2014년 3월 26일 2014년 4월 4일   | 조 루소, 안소니 루소 | 크리스토퍼 마커스 & 스티븐 맥필리                    | 케빈 파이기 |
| 가디언즈 오브 갤럭시 Guardians of the Galaxy                 | 2014년 7월 31일 2014년 8월 1일   | 제임스 건            | 제임스 건, 니콜 펄만                                 | 케빈 파이기 |
| 어벤져스: 에이지 오브 울트론 Avengers: Age of Ultron         | 2015년 4월 23일 2015년 5월 1일   | 조스 웨던            | 조스 웨던                                            | 케빈 파이기 |
| 앤트맨 Ant-Man                                               | 2015년 9월 3일 2015년 7월 17일   | 페이튼 리드          | 에드거 라이트 & 조 코니시, 폴 러드 & 애덤 매케이     | 케빈 파이기 |

### 아이언맨 3 (2013)

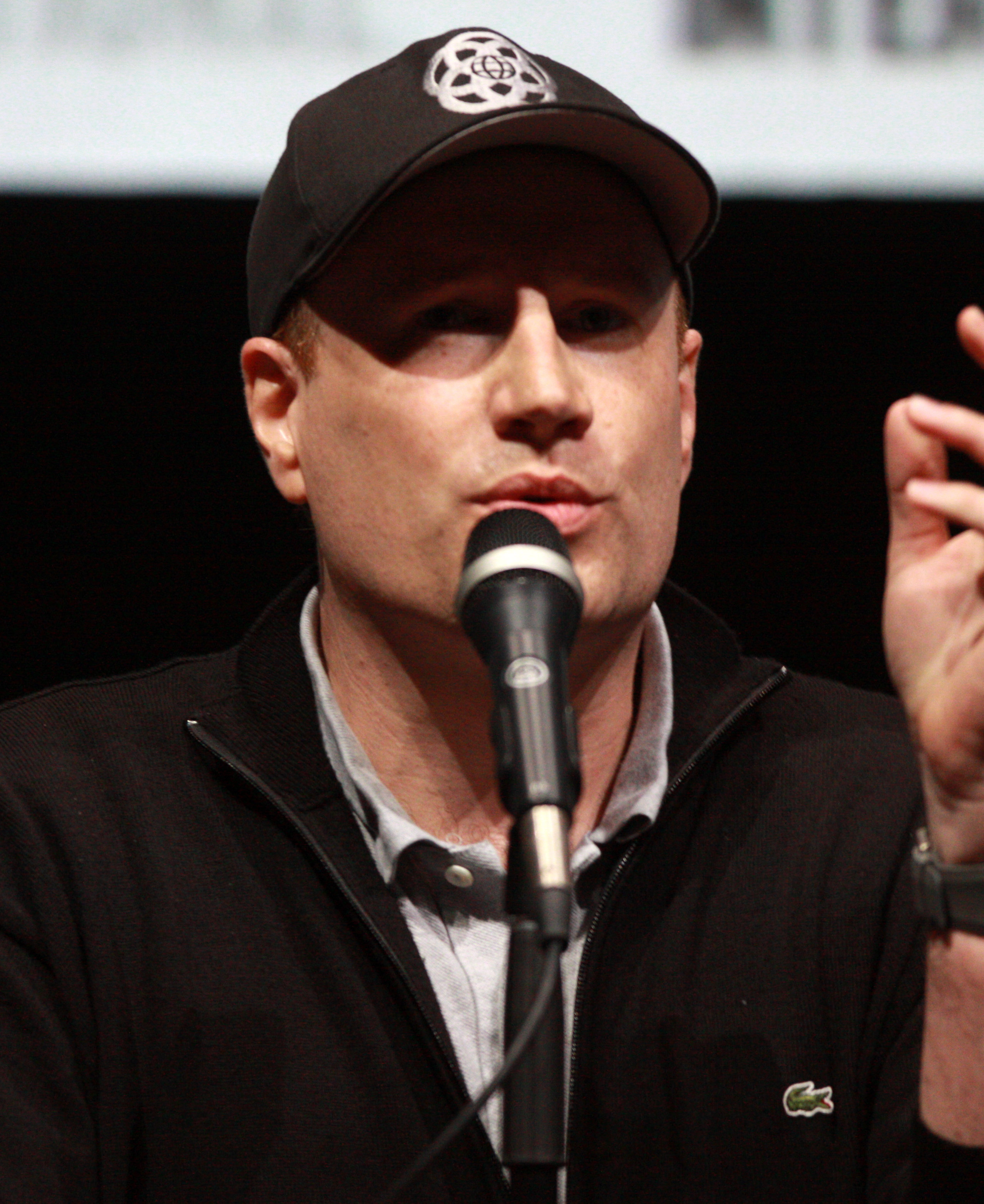
MCU 전 작품의 프로듀서를 맡은 케빈 페이지

뉴욕 전투 이후 공황장애를 겪던 토니 스타크 앞에 만다린이라는 강력한 적이 나타난다. 만다린의 급습으로 저택이 박살나고 아끼던 수트도 망가진 최악의 상황에서, 토니 스타크는 일련의 발화 사고 속 미스터리를 헤쳐 나간다.
2010년 말 마블과 디즈니는 아이언맨 시리즈의 세번째 작품을 기획하고 있다고 발표하였다. 2011년 2월 마블 측은 아이언맨 3의 감독으로 셰인 블랙을 섭외하였다. 블랙 감독은 드류 피어스와 공동 각본을 맡았다. 전작 <아이언맨 2>에 출연했던 로다주, 팰트로, 치들 등의 배우는 같은 역에 그대로 출연하며, 가이 피어스 (올드리치 킬리언 역)와 벤 킹슬리 (트레보어 슬래터리 역)이 합류하였다. 2012년 5월 미국 노스캐롤라이나주에서 촬영이 본격적으로 시작되어, 미국 플로리다주와 로스앤젤레스, 중국에서도 촬영이 진행됐다. <아이언맨 3>는 2013년 4월 14일 프랑스 파리의 르 그랑 렉스 극장에서, 4월 24일 미국 캘리포니아 로스앤젤레스 앨 캐피탄 극장에서 시사회가 열렸다. 한국을 비롯한 전세계 개봉은 4월 25일, 미국 개봉은 5월 3일에 이루어졌다.
영화 속 배경 시점은 <어벤져스>에서의 사건 이후인 2013년 12월이다. 토니 스타크는 <어벤져스>의 뉴욕 전투에 따른 PTSD 증세를 앓고 있는 상태다. 블랙 감독은 "어벤져스에 열등감을 느낀 것에 대한 불안감이기도 하지만, 자신에게 익숙했던 현실을 막상 이해할 수도, 어울리려 할 수도 없어 초라해진 것에 대한 불안감이기도 하다... 영화 내에서 '그쪽이 망치를 들고 하늘에서 떨어진 이후, 판이 바뀌었지'란 대사가 있다. 이게 바로 우리가 이 자리에서 다루려는 것"이라 밝혔다. 크레딧 이후 쿠키 영상에서는 브루스 배너가 등장한다. 이를 계기로 다시금 출연하게 된 마크 러팔로는 "영화 촬영은 막 끝나가려던 참이었다. 그리고 아카데미 시상식에서 로버트를 만났는데... '하루 좀 시간 내서 (출연) 해보는 건 어때' 하고 묻더라. 그래서 난 '그걸 말이라고 하나? 뱅, 해보자고!'라 했다. 우린 그냥 막 찍었다. 그러니까 내가 가서 두시간 동안 찍고 웃었다."라고 말했다.

### 토르: 다크 월드 (2013)
어느날 각 세계를 무작위로 잇는 여러 개의 포털이 생겨나기 시작하자, 토르는 천체물리학자 제인 포스터에게 다시 찾아간다. 그리고 말레키스와 그의 휘하 다크 엘프군이 수천년의 시간을 건너뛰어 돌아와, 에테르란 이름의 강력한 원석을 수색하고 있다는 사실을 알아낸다. 이들을 막기 위해선 감옥에 가뒀던 동생 로키와 다시금 힘을 합칠 수밖에 없는 상황에 처하는데.
토르 시리즈의 시작을 알린 <토르: 천둥의 신>의 후속작 계획은 2011년 6월에 처음 발표되었다. 주연인 토르 역에 크리스 헴스워스가 다시금 출연한다는 소식도 전해졌다. 그해 9월에는 톰 히들스턴이 로키 역으로 복귀한다는 소식이, 12월에는 감독에 앨런 테일러가 계약을 맺었다는 소식이 전해졌다. 2012년 7월 샌디에이고 코믹콘에서는 후속작의 정식 표제인 <토르: 다크 월드>가 공개되었으며, 그로부터 한달 뒤 말레키스 역에 크리스토퍼 에클스턴이 캐스팅됐다는 소식이 알려졌다. 영화 촬영은 2012년 9월 영국 서리주 본우드에서 시작되었으며, 영국 런던과 아이슬란드에서도 추가 촬영이 이어졌다. 2013년 10월 22일 영국 런던의 오던 레스터 스퀘어에서 시사회가 열렸으며, 전세계 개봉은 2013년 10월 20일에, 미국 개봉은 11월 8일에 이뤄졌다.
영화 속 배경은 <어벤져스>에서의 사건으로부터 1년이 지난 시점으로 설정되어 있다. 작중 로키가 풀려나고 나서 캡틴 아메리카 모습으로 잠깐 변신하는 장면이 있는데, 실제 배우인 크리스 에반스가 깜짝 카메오로 출연한 것이다. 먼저 로키 역의 톰 히들스턴이 캡틴 아메리카 차림으로 대역 연기를 펼쳤고, 그 이후에 크리스 에반스가 와서 촬영을 진행하였다. 이에 대해 히들스턴은 "난 캡틴 아메리카 차림의 로키를 흉내냈는데, 크리스가 나를 따라하는 촬영본을 제작진이 보여주더라. 크리스 흉내를 내는 나를 다시 흉내내는 크리스라니. 기발했다." <가디언즈 오브 갤럭시>의 감독 제임스 건은 이 영화의 쿠키 영상 제작을 맡았다. 콜렉터 (베니시오 델 토로 분)가 주인공으로 등장하는 이 장면에 대해 건 감독은 "(가디언즈 오브 갤럭시) 2차 유닛 촬영 마지막 날 아침에 대본을 받고 두시간 만에 찍은 것"이라 밝혔다.

### 캡틴 아메리카: 윈터 솔져 (2014)
S.H.I.E.L.D.와 협업하던 스티브 로저스는 나타샤 로마노프 (블랙 위도우), 샘 윌슨 (팔콘)과 팀을 이루어 조직 내 깊숙히 뿌리내린 음모의 정체를 밝히려 한다. 그리고 그 가운데 윈터 솔져라는 이름의 미스터리한 암살자가 모습을 드러내는데.
2011년작 <퍼스트 어벤져>의 후속작 계획은 2012년 4월 처음 발표됐다. 그해 6월에는 감독에 앤소니 루소와 조 루소가 내정됐다는 소식이 전해졌고, 7월에는 <캡틴 아메리카: 윈터 솔져>라는 정식 제목이 발표됐다. 에반스와 잭슨 모두 각각 캡틴 아메리카와 닉 퓨리로 다시 출연하며, 스칼렛 요한슨도 블랙 위도우로 복귀하게 됐다. 그밖에 <퍼스트 어벤져>에서 버키 반스로 나왔던 세바스티안 스탄도 윈터 솔져로 재출연한다. 촬영 작업은 2013년 4월 미국 캘리포니아의 맨해튼 비치에서 시작됐으며 워싱턴 D. C.와 오하이오주 클리블랜드에서도 진행됐다. 이후 2014년 3월 13일 로스앤젤레스에서 시사회가 열렸으며, 전세계 개봉은 3월 26일에, 미국 개봉은 4월 4일에 이뤄졌다.
이번 작품의 시간 배경은 <어벤져스>에서의 사건으로부터 2년이 지난 시점이다. 작중 재스퍼 시트웰이 '스티븐 스트레인지'란 인명을 언급하는데 이는 또다른 슈퍼히어로, 닥터 스트레인지로 진화하게 되는 인물이다. 한편 <어벤져스>에서 피해를 입었던 스타크 타워가 이제는 '어벤져스 타워'란 이름으로 리모델링되어 다시 한번 모습을 비춘다. 조스 웨던이 감독을 맡은 쿠키 영상에서는 차기작 <어벤져스: 에이지 오브 울트론>에 등장하는 스트러커 남작 (토머스 크레츠만), 리스트 (헨리 굿맨), 퀵실버 (애런 테일러존슨), 스칼렛 위치 (엘리자베스 올슨)가 처음으로 모습을 비춘다. 마지막으로 작중에서 S.H.I.E.L.D.가 하이드라에게 잠식당했다는 사실이 폭로되는 부분은, MCU 원작 TV 드라마 <에이전트 오브 쉴드>의 시즌 1 마지막 여섯 화에서의 배경 설정에도 영향을 주었다.

### 가디언즈 오브 갤럭시 (2014)
피터 퀼 (스타로드)와 가모라, 로켓, 드랙스, 그루트. 도무지 어울릴 것 같지 않은 이들 다섯이 강력한 힘을 지닌 오브를 지키기 위해 로넌 세력에 맞서 팀을 이루어 싸우는 이야기.
본래 2009년 니콜 펄만이 처음으로 각본을 썼던 프로젝트로, 2012년 7월 마블 스튜디오 측에서 <가디언즈 오브 갤럭시> 제작을 발표하면서 영화화가 결정됐으며 감독 제임스 건의 각본과 펄만의 각본을 원작으로 기획에 들어갔다. 2013년 2월 주인공 피터 퀼 / 스타로드 역에 크리스 프래트가 캐스팅됐다는 소식이 전해졌다. 2013년 7월부터 10월까지 영국의 셰퍼턴 스튜디오와 런던에서 촬영이 진행되었으며 2014년 7월 7일에는 후속 편집과정이 마무리됐다. 2014년 7월 미국 할리우드에서 시사회가 열렸으며, 영국과 한국을 비롯한 전세계 개봉은 2014년 7월 31일에, 미국 개봉은 8월 1일에 이뤄졌다.
작중 시간 배경은 2014년이다. <어벤져스>의 쿠키 영상에서 처음으로 모습을 비췄던 최강 빌런 타노스가 이번에는 본격적으로 출연하는데, 배우 조시 브롤린이 모션 캡쳐 연기와 성우를 맡았다. 타노스의 등장에 대해 제임스 건 감독은 본 작품이 <어벤져스: 인피니티 워>와 연결될 수 있다고 밝혀두기도 했다. 한편 작중 콜렉터의 박물관에서 다른 MCU 작품을 암시하는 소장품들이 여럿 등장하는데, 이를테면 <어벤져스>의 치타우리, <토르: 다크 월드>의 다크 엘프 등이 있다. 이들에 대해 건 감독은 "콜렉터의 박물관에는 뭔가 많이 있다. 그게 나로써는 거의 뭐 정말 재밌는 일이었다. 나도 마블 팬이라서, 실제 팬들이 집에서 블루레이를 돌리다 한 프레임을 정지해 놓고 거기서 모든 걸 찾아볼 수 있게끔 해준 것이다. 그러니까 그 말은 진짜로 온 상자마다 흥미로운 무언가가 들어가 있단 것이고, 그 점이 꽤나 재밌다"라 말하기도 했다. 이밖에 로넌의 종족인 크리족은 드라마 <에이전트 오브 쉴드>의 에피소드 'T.A.H.I.T.I.'에서 처음으로 등장하였다.

### 어벤져스: 에이지 오브 울트론 (2015)

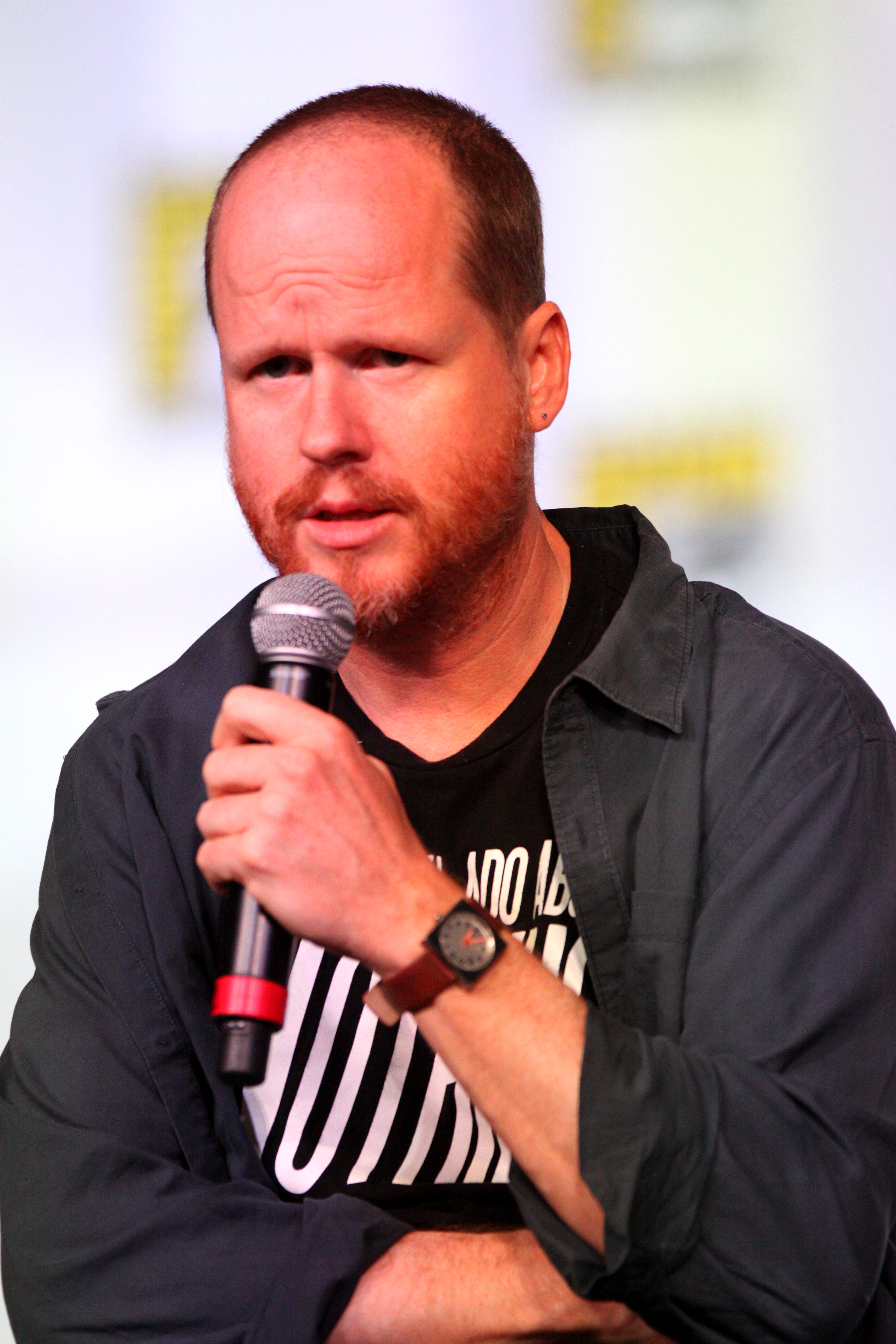
<어벤져스>와 <어벤져스: 에이지 오브 울트론>의 각본과 감독을 맡은 조스 웨던

인류의 말살에 집착하는 기계, 울트론의 출현으로 캡틴 아메리카, 아이언맨, 토르, 헐크, 블랙 위도우, 호크아이 등 어벤져스 일원은 다시금 항전에 나선다. 그들 앞에 강력한 능력을 지닌 남매 퀵실버와 스칼렛 위치가 대적하고, 그 가운데 비전이라는 새로운 인격체가 탄생한다.
2012년 5월 디즈니 측은 영화 <어벤져스> 개봉 직후, 어벤져스 시리즈의 2편 제작 계획을 발표하였다. 2012년 8월 차기작의 감독과 각본으로 조스 웨던이 다시금 계약을 맺었다. 2013년 6월에는 로버트 다우니 주니어가 어벤져스 시리즈의 2편과 3편에 아이언맨 역으로 출연하기로 계약을 맺었다. 2013년 7월 20일에는 샌디에이고 코믹콘 인터내셔널에서 조스 웨던 감독이 차기작의 부제가 '에이지 오브 울트론' (Age of Ultron)임을 공식 발표하였다. 2013년 8월에는 울트론 역에 제임스 스패더가 캐스팅됐다. 2014년 2월 11일 남아프리카공화국 요하네스버그에서 제2제작 촬영이 개시되었으며 본 촬영은 2014년 3월 영국 서리주 셰퍼튼 스튜디오에서 시작됐다. 이밖에도 이탈리아 북부의 바르드 요새에서 추가 촬영을 진행했고, 이탈리아 발레다오스타주와 대한민국 서울에서 로케이션 촬영을 완료하였다. 그로부터 다섯 달 뒤인 2014년 8월 6일 모든 촬영을 마쳤다. 이듬해 2015년 4월 13일 미국 로스앤젤레스에서 전세계 시사회가 열렸고, 전세계 개봉은 4월 22일부터 (한국 개봉은 4월 23일), 미국 개봉은 5월 1일에 이뤄졌다.
이 작품에서 로키가 쥐고 있던 왕홀 안에 담긴 보석이 인피니티 스톤, 정확히는 마인드 스톤이라는 사실이 밝혀진다. 또 크레딧 이후 쿠키 영상에서 조시 브롤린이 타노스로 다시금 출연하는데 이번에는 인피니티 건틀렛을 착용한 모습이다. 또한 슈퍼히어로 블랙 팬서와 관련이 있는 비브라늄과 와칸다에 관한 언급이 이뤄지는데 이는 MCU 스토리 상에서 단독 영화에 앞서 처음으로 나오는 언급이다. 여기에 블랙 팬서의 대적자로 나중에 영화 <블랙 팬서>에서도 등장하는 율리시스 클로 (앤디 서키스 분)가 처음으로 출연한다.

### 앤트맨 (2015)
도둑 출신의 스콧 랭은 우연한 계기로 신체를 축소시키고 체력은 강화시키는 앤트맨 기술을 접하고, 이를 연구하는 행크 핌 박사를 만난다. 지구를 강탈하려는 음모와 수많은 위협으로부터 앤트맨 기술의 비밀을 지키고 있던 핌 박사를 스승으로 삼아 돕게 되는데.
극장판 앤트맨은 페이튼 리드 감독과 에드거 라이트-조 코니시, 애덤 매케이-폴 러드의 각본으로 제작되었다. 줄거리 자체는 라이트와 코니시 작가가 구상한 것으로, 스콧 랭과 행크 핌이 모두 등장하였다. 본래 에드거 라이트가 감독과 각본을 모두 맡을 예정이었으나 기획 과정상의 불화로 2014년 5월 영화화 작업에서 손을 뗐다. 2013년 1월 케빈 페이지는 마블 시네마틱 유니버스 페이즈 3의 첫 출발이 <앤트맨>이 될 것이라고 밝혔다. 하지만 2014년 10월 페이즈 2의 마지막 작품으로 조정되었다는 소식이 전해졌다. 2013년 10월 사전제작을 시작으로 2014년 8월부터 12월까지 본 촬영이 진행되었으며, 그 장소는 미국 샌프란시스코, 조지아주 파이에트군, 애틀랜타의 파인우드 스튜디오와 애틀랜타 시내 등지였다. 2013년 12월 주인공 앤트맨 역으로 폴 러드가 캐스팅되었고, 2014년 1월에는 핌 박사 역에 마이클 더글라스가 캐스팅되었으며 동시에 폴 러드의 배역이 스콧 랭임이 확인되었다. 2015년 6월 29일 미국 로스앤젤레스에서 시사회를 진행한 <앤트맨>은 7월 14일 프랑스에서 전세계 최초 개봉하였고, 7월 17일에는 미국 개봉이 이뤄졌다.
작중 배경은 <어벤져스: 에이지 오브 울트론>의 시점으로부터 여러 달이 지난 시점이다. 스콧 랭은 <에이지 오브 울트론>의 무대가 되었던 새로운 어벤져스 본부로 잠입을 시도하며, 팔콘 (앤서니 매키)와 맞서기도 한다. 본래는 계획에 없었지만 <캡틴 아메리카: 윈터 솔져>를 매키와 러드 본인들이 감상하고 나서 <앤트맨>에 팔콘을 출연시키기로 결정했다는 후문이다. 쿠키 영상은 루소 형제가 감독을 맡았으며 <캡틴 아메리카: 시빌 워>의 한 장면을 따왔다. 여기서는 팔콘 (앤서니 매키), 캡틴 아메리카 (크리스 에반스), 윈터 솔져 (세바스티안 스탠)이 등장했다.

## 출연 배우와 캐릭터
범례
다음 표는 마블 시네마틱 유니버스 페이즈 2에서 캐릭터의 등장 여부와 각 작품마다의 담당 배우를 표기한 것으로, 최소한 두 작품 이상 출연한 캐릭터들을 기준으로 삼았다.
- 회색 칸은 해당 작품에 등장하지 않은 것을 의미한다.
- OS  〈마블 원 샷〉 시리즈에도 출연
- C  카메오 출연
- V  목소리 출연

| Character                                      | 아이언맨 3 (2013년)  | 토르: 다크 월드 (2013년) | 캡틴 아메리카: 윈터 솔져 (2014년) | 가디언즈 오브 갤럭시 (2014년) | 어벤져스: 에이지 오브 울트론 (2015년) | 앤트맨 (2015년)  |
| ---------------------------------------------- | -------------------- | ------------------------ | --------------------------------- | ----------------------------- | ------------------------------------- | ---------------- |
| 브루스 배너 헐크                               | 마크 러팔로C         |                          |                                   |                               | 마크 러팔로                           |                  |
| 제레미 버키 반스 윈터 솔져                     |                      |                          | 세바스티안 스탄                   |                               |                                       | 세바스티안 스탄C |
| 페기 카터OS                                    |                      |                          | 헤일리 앳웰                       |                               | 헤일리 앳웰                           | 헤일리 앳웰      |
| 닉 퓨리                                        |                      |                          | 새뮤얼 L. 잭슨                    |                               | 새뮤얼 L. 잭슨                        |                  |
| 헤임달                                         |                      | 이드리스 엘바            |                                   |                               | 이드리스 엘바                         |                  |
| 마리아 힐                                      |                      |                          | 코비 스멀더스                     |                               | 코비 스멀더스                         |                  |
| 피에트로 막시모프 퀵실버                       |                      |                          | 에론 테일러존슨C                  |                               | 에론 테일러존슨                       |                  |
| 완다 막시모프 스칼렛 위치                      |                      |                          | 엘리자베스 올슨C                  |                               | 엘리자베스 올슨                       |                  |
| 제임스 로디 로드스 워 머신 / 아이언 패트리어트 | 돈 치들              |                          |                                   |                               | 돈 치들                               |                  |
| 스티브 로저스 캡틴 아메리카                    |                      | 크리스 에번스C           | 크리스 에번스                     |                               | 크리스 에번스                         | 크리스 에번스C   |
| 나타샤 로마노프 블랙 위도우                    |                      |                          | 스칼렛 요한슨                     |                               | 스칼렛 요한슨                         |                  |
| 에릭 셀빅                                      |                      | 스텔란 스카르스고르드    |                                   |                               | 스텔란 스카르스고르드                 |                  |
| 토니 스타크 아이언맨OS                         | 로버트 다우니 주니어 |                          |                                   |                               | 로버트 다우니 주니어                  |                  |
| 토르                                           |                      | 크리스 헴스워스          |                                   |                               | 크리스 헴스워스                       |                  |
| 태인러 티반 컬렉터                             |                      | 베니시오 델 토로C        |                                   | 베니시오 델 토로              |                                       |                  |
| 비전 자비스                                    | 폴 베터니V           |                          |                                   |                               | 폴 베터니                             |                  |
| 샘 윌슨 팰컨                                   |                      |                          | 앤서니 매키                       |                               | 앤서니 매키                           | 앤서니 매키      |

1. ↑  《토르: 다크 월드》에서 카메오 출연으로 표기된 것은 작중 로키가 캡틴 아메리카의 모습으로 변장하는 장면에서 출연이 필요했기 때문이다.[116]

## 같이 보기
- 인피니티 사가
  - 마블 시네마틱 유니버스: 페이즈 1
  - 마블 시네마틱 유니버스: 페이즈 2
  - 마블 시네마틱 유니버스: 페이즈 3